# ملای فهله
ملای فهله، روستایی در دهستان هایقر بخش جایدشت شهرستان فیروزآباد در استان فارس ایران است.

## جمعیت
بر پایه سرشماری عمومی نفوس و مسکن در سال ۱۳۹۵، جمعیت این روستا برابر با ۹۵ نفر (۳۲ خانوار) بوده است.